# Euphyia isolata
Euphyia isolata là một loài bướm đêm trong họ Geometridae.